# Gutenberg-Gymnasium (Erfurt)
Das Gutenberg-Gymnasium (offiziell: 3. Staatliches Gymnasium „Johann Gutenberg“) ist ein Gymnasium in Erfurt.

## Geschichte
Im Jahre 1906 gab die Stadt Erfurt den Auftrag zum Bau eines Schulgebäudes mit Turnhalle, Sportplatz und zwei Aborthäuschen. Die Bausumme betrug 580.000 Mark. Am 23. April 1909 wurde die Schule feierlich eingeweiht und nach dem Erfinder des Buchdrucks Gutenbergschule benannt.
Während des Ersten Weltkrieges wurde das Schulgebäude zum Seuchenlazarett. Ab 1919 wurden wieder einige Klassen unterrichtet, der volle Schulbetrieb begann jedoch erst ab dem Schuljahr 1923/24. In der Zeit des Zweiten Weltkrieges, ab Herbst 1939 bis zum Sommer 1945, wurde das Schulgebäude erneut als Lazarett genutzt.
1947 wurde das Erfurter Institut für Lehrerbildung mit in das Gebäude aufgenommen, das jedoch 1960 wieder auszog. Seit 1959 trug die Schule den Namen Polytechnische Oberschule 7 „Johann Gutenberg“.
Nach der Wiedervereinigung erfolgte die Umwandlung zum 3. Staatlichen Gymnasium „Johann Gutenberg“, das am 2. September 1991 den Unterricht aufnahm.
Beim Amoklauf von Erfurt am Vormittag des 26. April 2002 erschoss ein ehemaliger Schüler auf dem Schulgelände 16 Menschen (sieben Lehrerinnen, vier Lehrer, eine Referendarin, eine Schulsekretärin, eine Schülerin, einen Schüler sowie einen Polizeibeamten) und anschließend sich selbst.
Erst mehr als drei Jahre später, nach umfangreichen Sanierungs- und Umbauarbeiten am Gebäude, wurde der Schulbetrieb in den Räumen des Gymnasiums am 29. August 2005 mit einer Feierstunde offiziell wieder aufgenommen. Eine Treppe zum Eingangstor hat die Außenansicht des Gebäudes stark verändert.

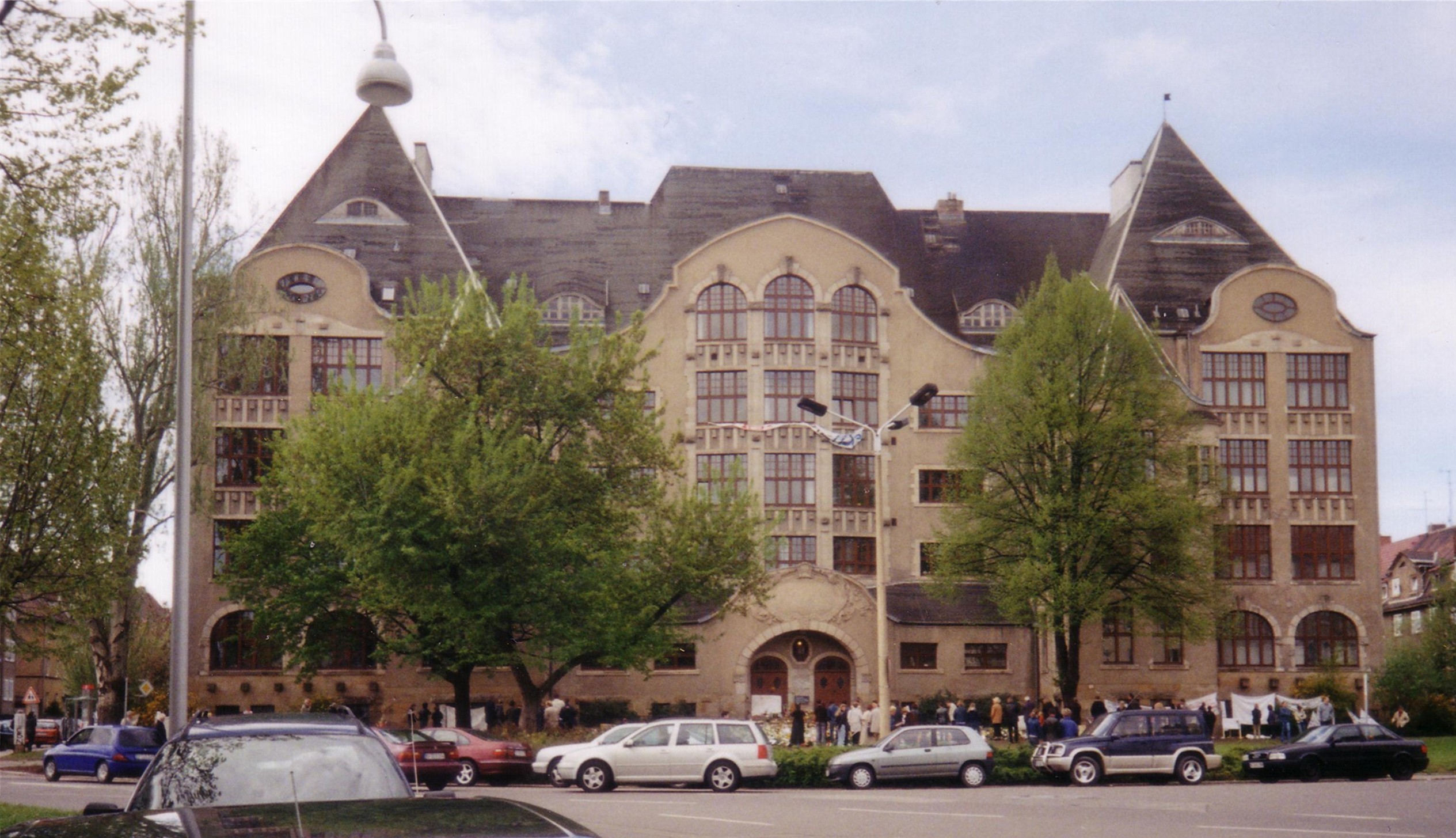
Gutenberg-Gymnasium am 5. Mai 2002
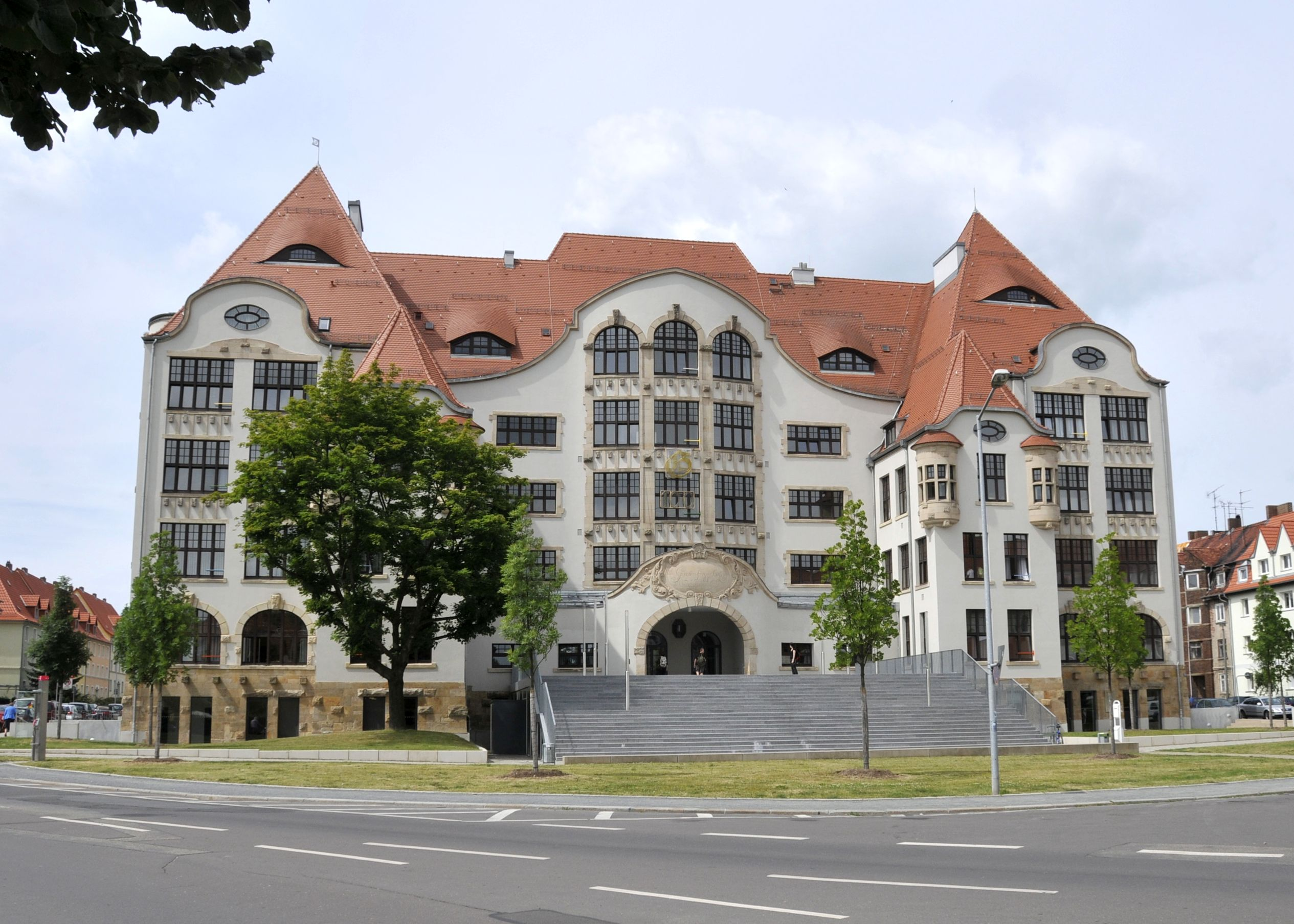
Gutenberg-Gymnasium im Juni 2008
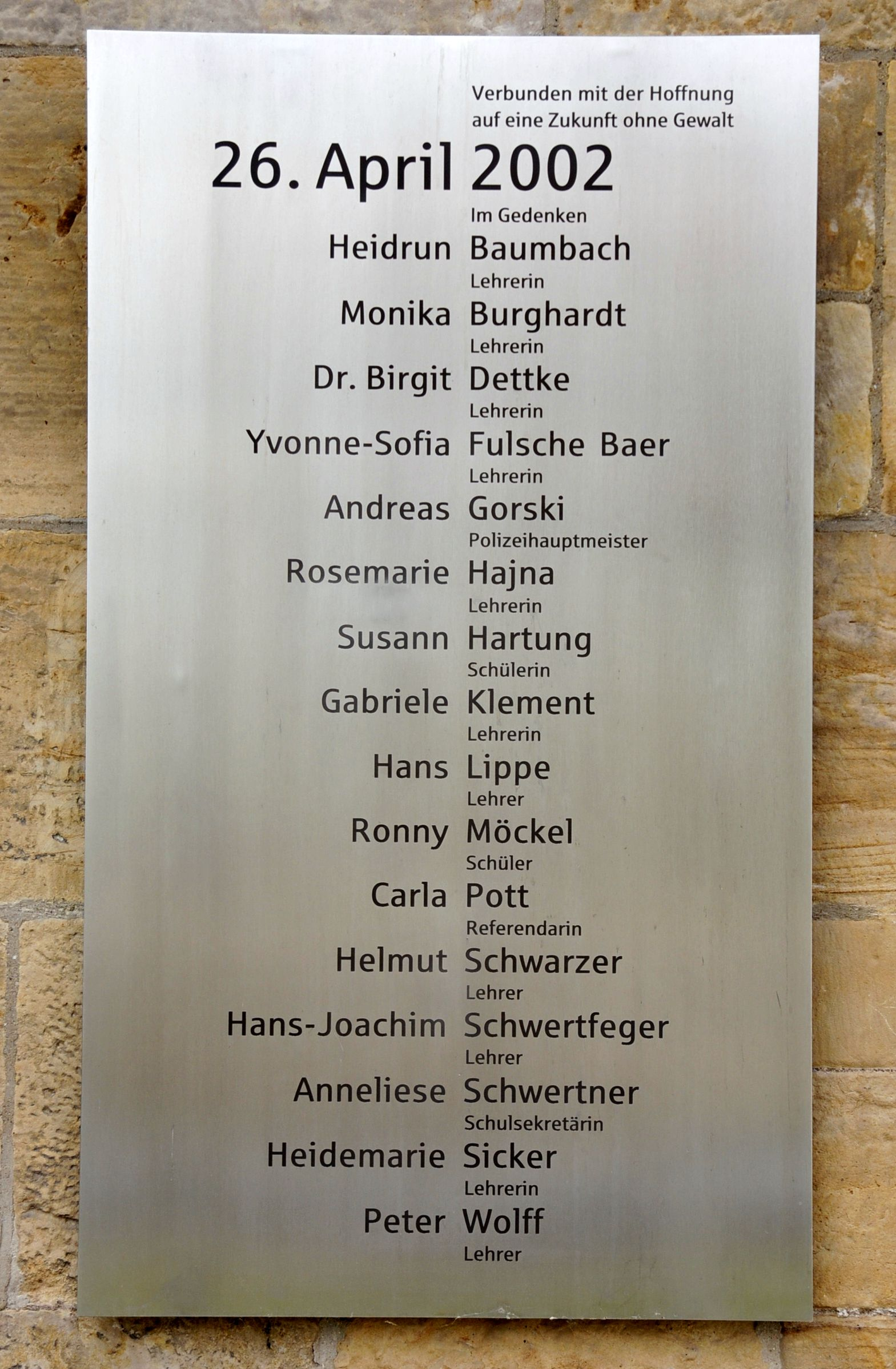
Gedenktafel zum 26. April 2002
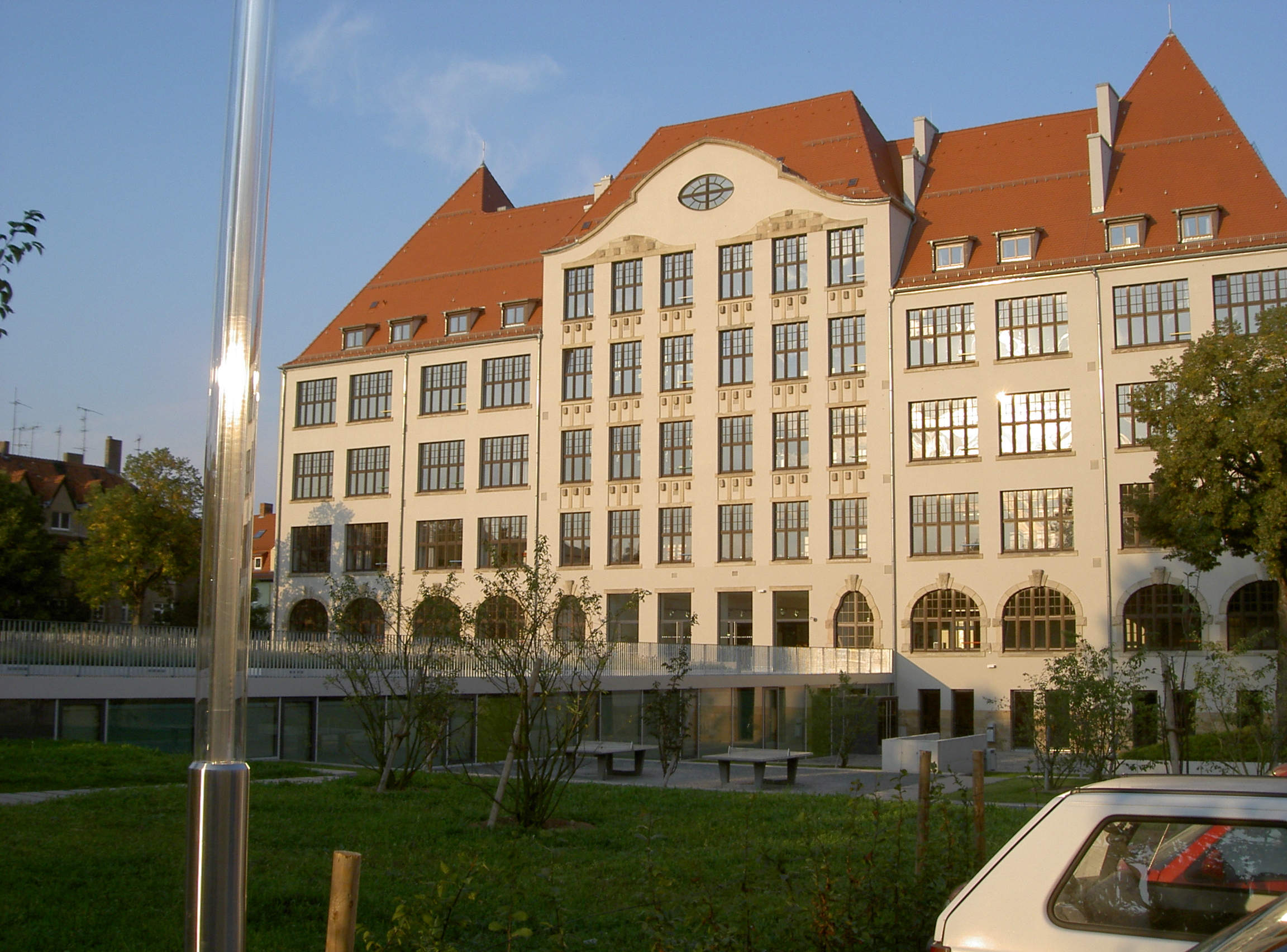
Rückansicht im September 2005

## Ehemalige Schüler
- Bernd der Ritter (1943–2014), Sänger, Komponist und Liederschreiber
- Andreas Bausewein (* 1973), Politiker
- Florian Wünsche (* 1991), Schauspieler
- Edzard Ehrle (* 1995), Schauspieler
- Jacob Körner (* 1995), Schauspieler
- Sophie Imelmann (* 1996), Schauspielerin
- Viktoria Krause (* 1998), Schauspielerin
- Annalisa Weyel (* 2000), Schauspielerin
- Yannick Rau (* 2001), Schauspieler
- Chiara Tews (* 2002), Schauspielerin